# Le Touquet-Paris-Plage

Le Touquet-Paris-Plage este o comună în departamentul Pas-de-Calais, Franța. În 1 ianuarie 2022 avea o populație de 4.223 de locuitori.